# Weston McKennie
Weston James Earl McKennie (født 28. august 1998) er en amerikansk professionel fodboldspiller, som spiller for Serie A-klubben Juventus og USA's landshold.

## Klubkarriere

### Schalke 04
McKennie kom igennem ungdomsakademiet hos FC Dallas, før han i august 2016 skiftede til Schalke 04. McKennie gjorde sin professionelle debut for Schalke i maj 2017, og havde sit store gennembrud i løbet af 2017-18 sæsonen, hvor han etablerede sig som en vigtig spiller på holdet.

### Juventus
McKennie skiftede i august 2020 til Juventus på en lejeaftale med en købsoption. Han blev hermed den første amerikanske spiller til at spille for Juventus nogensinde. Efter at have imponeret i løbet af sæsonen, blev det i marts 2021 annonceret at Juventus ville aktivere købsoptionen, og han skiftede til klubben på en fast aftale.

#### Leje til Leeds United
McKennie skiftede i januar 2023 til Leeds United på en lejeaftale med en købsoption. Det lykkedes dog ikke for McKennie, at imponere hos klubben, som rykkede ned fra Premier League i sæsonen.

## Landsholdskarriere

### Ungdomslandshold
McKennie har repræsenteret USA på flere ungdomsniveauer.

### Seniorlandshold
McKennie debuterede for USA's landshold den 14. november 2017.

## Titler
Juventus
- Coppa Italia: 2 (2020-21, 2023-24)
- Supercoppa Italiana: 1 (2020)

USA
- CONCACAF Nations League: 3 (2019-20, 2022-23, 2023-24)

Individuelle
- Årets fodboldspiller i USA: 1 (2020)
- CONCACAF Nations League Turneringens spiller: 1 (2021)